# ارتشبد
| درجه‌های ارتش ایران | درجه‌های ارتش ایران | درجه‌های ارتش ایران |
| نیروها             | نیروها             | نیروها             |
| زمینی و هوایی      | دریایی             |                    |
| ------------------ | ------------------ | ------------------ |
| ارتشبد             | دریابد             |                    |
| سپهبد              | دریاسالار          |                    |
| سرلشکر             | دریابان            |                    |
| سرتیپ              | دریادار            |                    |
| سرتیپ دوم          | دریادار دوم        |                    |
| سرهنگ              | ناخدا یکم          |                    |
| سرهنگ دوم          | ناخدا دوم          |                    |
| سرگرد              | ناخدا سوم          |                    |
| سروان              | ناوسروان           |                    |
| ستوان ۳، ۲ و ۱     | ناوبان ۳، ۲ و ۱    |                    |
| استوار ۲ و ۱       | ناواستوار ۲ و ۱    | ناواستوار ۲ و ۱    |
| گروهبان ۳، ۲ و ۱   | مهناوی ۳، ۲ و ۱    | مهناوی ۳، ۲ و ۱    |
| سرجوخه             | سرناوی             | سرناوی             |
| سرباز ۲ و ۱        | ناوی ۲ و ۱         | ناوی ۲ و ۱         |
| سرباز              | ناوی               | ناوی               |

ارتشبُد (به انگلیسی Colonel general) بالاترین درجهٔ نظامی ایران است و معادل ژنرال چهارستاره در بسیاری از ارتش‌های کشورهای دیگر به حساب می‌آید. واژهٔ ارتشبد در نیروی زمینی و هوایی به‌کار می‌رود و درجهٔ معادل آن در نیروی دریایی «دریابُد» می‌باشد.
در قانون ارتش جمهوری اسلامی ایران، سپهبد و دریاسالار به‌عنوان بالاترین درجه‌های ارتش ذکر شده است و درجه‌های ارتشبد و دریابد حذف گردیده است. بااین‌حال، در آیین‌نامهٔ انضباطیِ نیروهای مسلح جمهوری اسلامی ایران، به وجود این دو درجه در ارتش اشاره شده است.

## واژه‌شناسی
واژهٔ «ارتشبد» در فارسی نو با روش پسین‌سازی از واژهٔ «ارتشتار» در پارسی میانه با حذف پسوند فرضی «ـتار» و افزودن پسوند «بد» به واژهٔ ارتش در قیاس با «سپهبد» ساخته شده است.
«سپهبد» که در پارسی میانه «spāhpat» و در پارسی باستان «-spāda-pati*» بوده، همکردی از دو واژه: «-spāda*» «سپاه» و «-pati*» «سردار، سالار، رهبر» و به معنای «فرمانده سپاه» است.

## تاریخچه
در تاریخ ۳ خرداد ۱۳۱۴، از اولین جلسهٔ رسمی فرهنگستان ایران، «بزرگ‌ارتشتاران (ارتش بد)» به‌جای عبارت «فرمانده کل قوا» ازسوی وزارت معارف بخشنامه شد؛ ولی روشن نیست که به این معنا کاربرد یافته‌باشد، زیرا در فهرست وزارت معارف، واژه‌های دیگری همچون «لشکربد» هستند که معمول نشده‌اند. بعدها در سال ۱۳۳۶، درجهٔ ارتشبد در کنار دریابد، بالاترین درجهٔ ارتش ایران شد و بزرگ‌ارتشتاران مختص شاه شد.

## ارتشبدی در کشورهای مختلف

### آمریکا
در ارتش ایالات متحده ژنرال چهار ستاره معادل درجه ارتشبد است. دارنده این درجه دارای بالاترین درجهٔ نظامی در زمان صلح است.

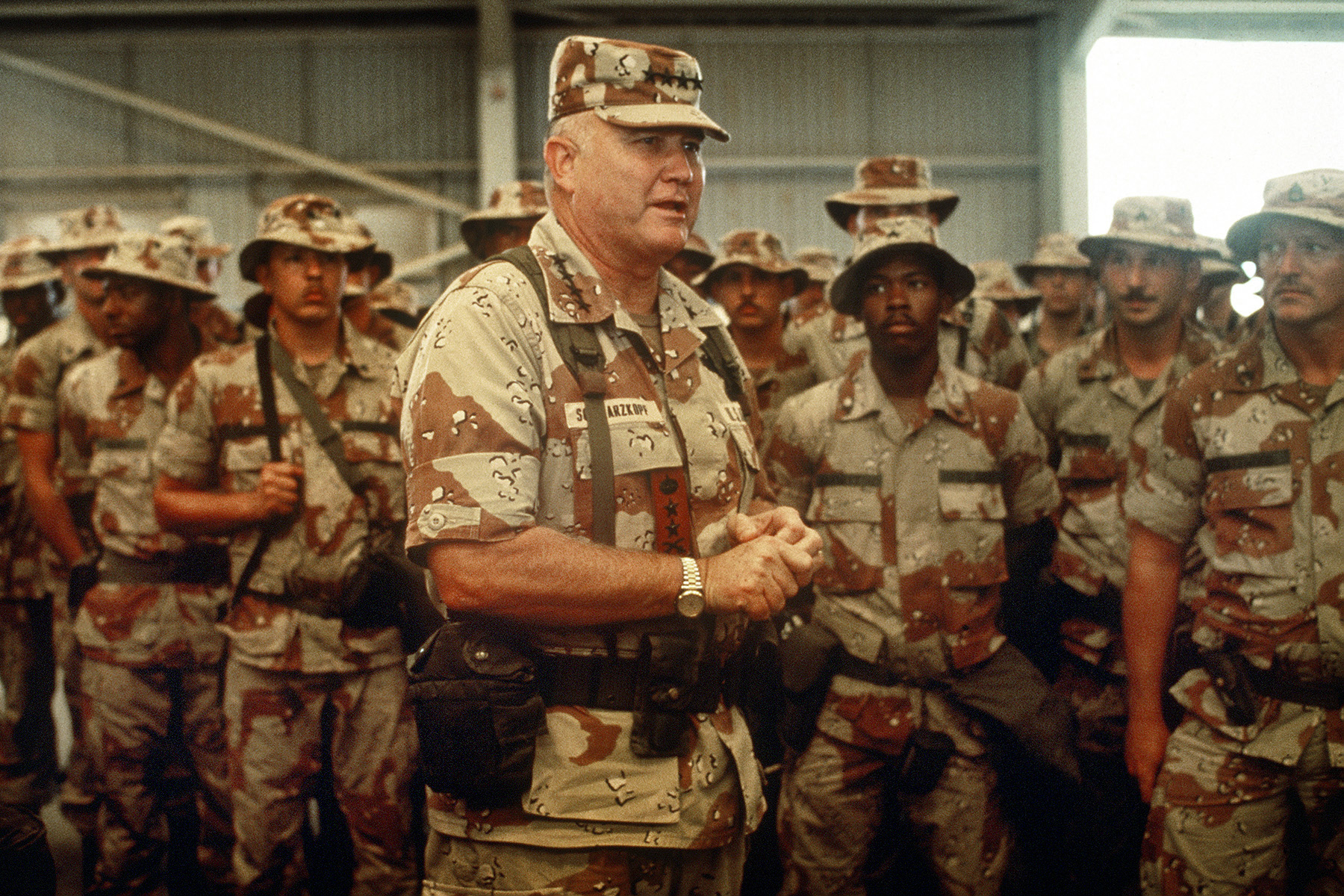
ارتشبد نورمن شوارتسکف؛ فرمانده یگان، در خلال جنگ خلیج فارس، در حال صحبت با نیروهای تحت امر

### ایران
از سال ۱۳۳۷ تا سال ۱۳۵۵، هجده تن از امرای ارتش به درجهٔ ارتشبدی رسیدند که چهار نفر از نیروی هوایی و سیزده نفر از نیروی زمینی بودند. همچنین، یک نفر از نیروی دریایی به درجهٔ دریابُدی ترفیع یافت که معادل ارتشبد در نیروهای زمینی و هوایی است. آخرین ارتشبد در ارتش شاهنشاهی، عباس قره‌باغی، فرمانده ژاندارمری ایران بود که در سال ۱۳۵۵ به این درجه رسید.
درجه‌های ارتشبدی و دریابدی در سال ۱۳۳۶ توسط شاهنشاه محمدرضا پهلوی ایجاد شد و در قانون استخدام نیروهای مسلح مصوب ۱۳۳۶ گنجانده شد. نخستین کسی که در ایران به این درجه ترفیع یافت ارتشبد عبدالله هدایت در سال ۱۳۳۷ بود. پس از انقلاب، در آغاز، با تصویب شورای انقلاب، درجه‌های ارتشبدی و دریابدی حذف شد. در قانون ارتش ایران مصوب ۱۳۶۶ نیز درجه‌های سرتیپ دومی و دریادار دومی افزوده شد، ولی همچنان از درجه‌های ارتشبدی و دریابدی سخنی به‌میان نیامد. در سال ۱۳۷۰، با تصویب قانون سپاه پاسداران، درجه‌های ارتشبدی و دریابُدی به‌عنوان بالاترین درجه‌های این نهاد نظامی معرفی شد. همچنین، در قانون نیروی انتظامی مصوب سال ۱۳۷۴ و نیز ۱۳۸۲ از درجهٔ ارتشبدی به‌عنوان بالاترین درجه یاد شده است.

#### فهرست امیران چهارستارهٔ ارتش ایران
1. ارتشبد عبدالله هدایت
2. ارتشبد عبدالحسین حجازی
3. ارتشبد بهرام آریانا
4. ارتشبد رضا عظیمی
5. ارتشبد عزت‌الله ضرغامی
6. ارتشبد محمد خاتمی (فرمانده نیروی هوایی شاهنشاهی)
7. ارتشبد غلامعلی اویسی
8. ارتشبد فریدون جم
9. دریابد فرج‌الله رسائی (فرمانده نیروی دریایی شاهنشاهی)
10. ارتشبد فتح‌الله مین‌باشیان
11. ارتشبد نعمت‌الله نصیری
12. ارتشبد غلامرضا ازهاری
13. ارتشبد حسن طوفانیان (نیروی هوایی شاهنشاهی)
14. ارتشبد جعفر شفقت
15. ارتشبد حسین فردوست
16. ارتشبد سعید اعزازی (نیروی هوایی شاهنشاهی)
17. ارتشبد فضائل تدین (فرمانده نیروی هوایی شاهنشاهی)
18. ارتشبد عباس قره‌باغی

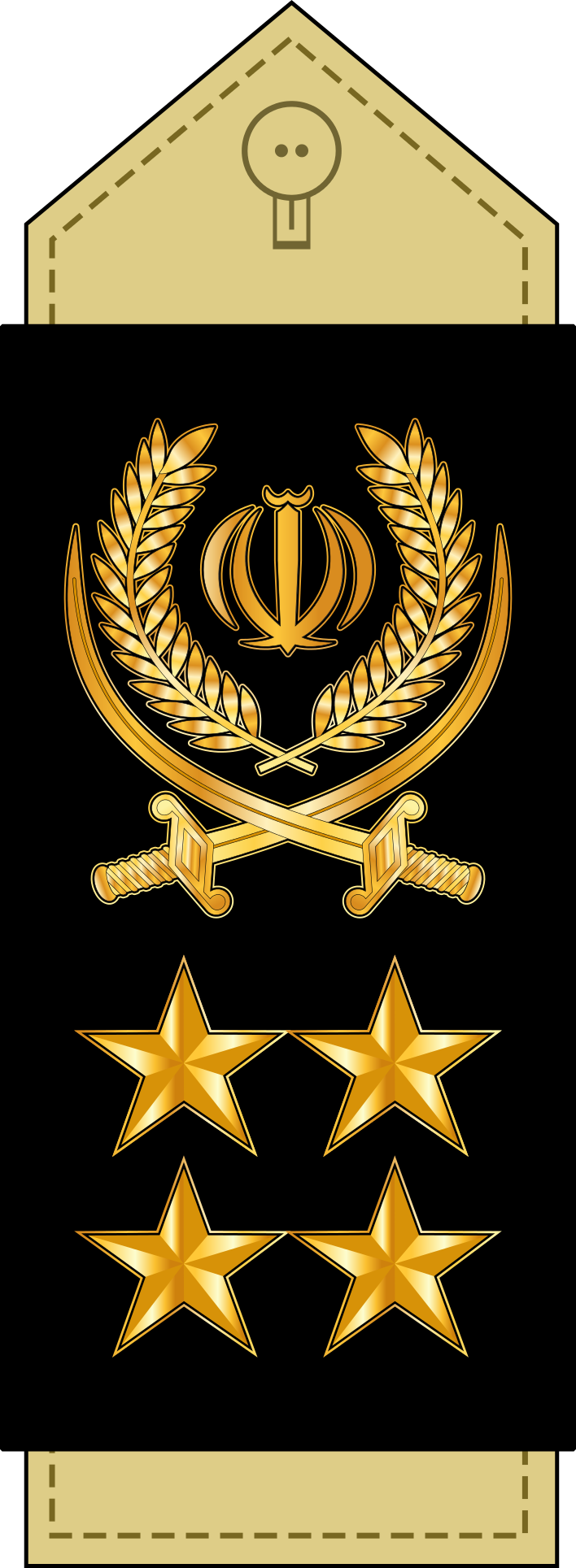
نشان ارتشبد نیروی زمینی ارتش جمهوری اسلامی ایران
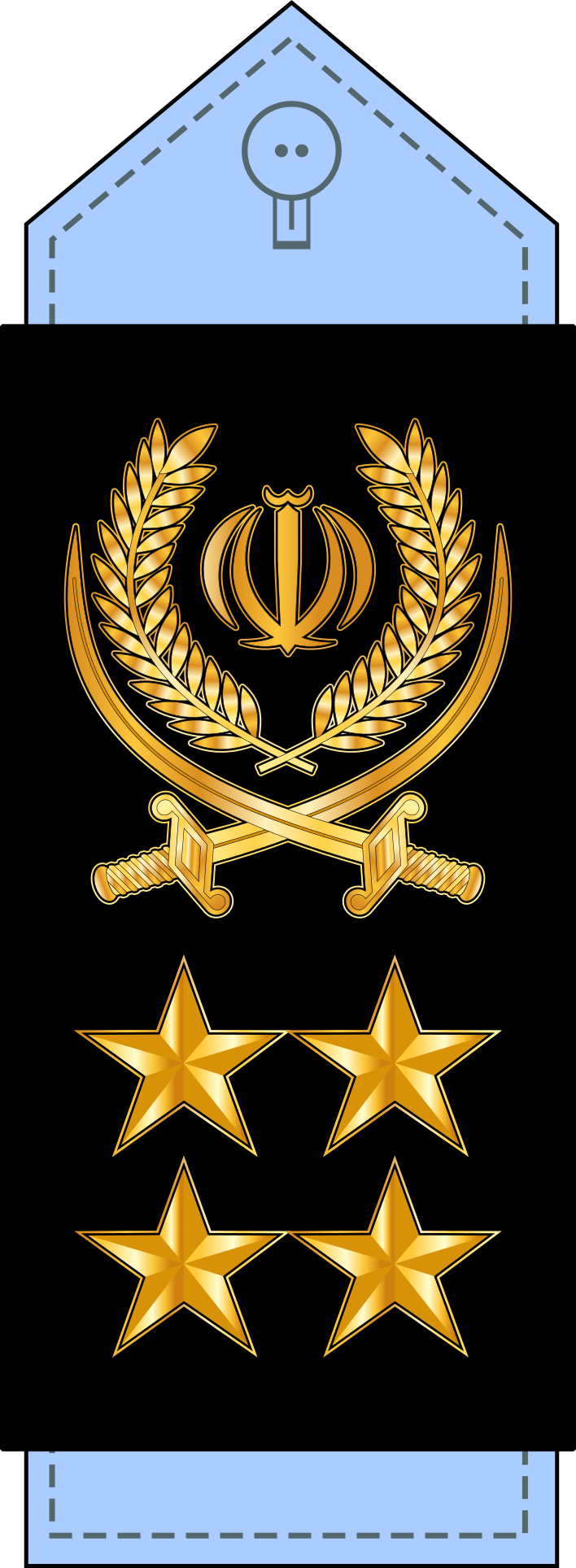
نشان ارتشبد نیروی هوایی ارتش جمهوری اسلامی ایران
نشان دریابد نیروی دریایی ارتش جمهوری اسلامی ایران
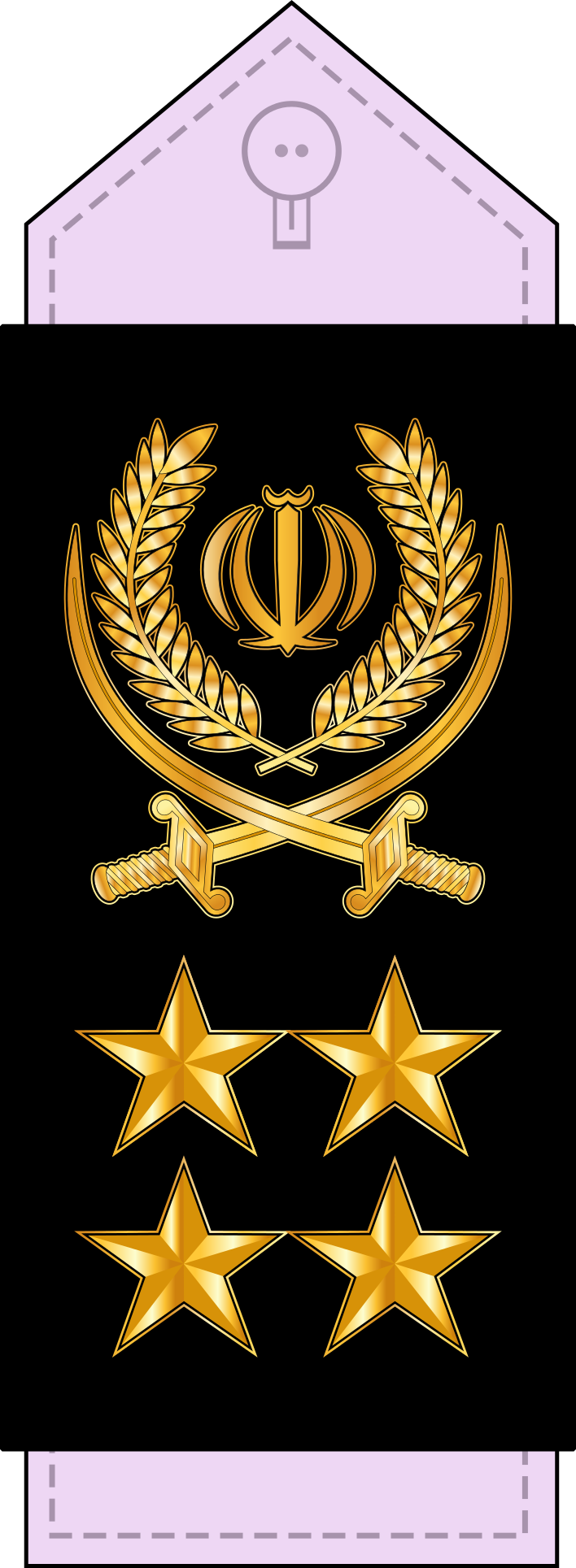
نشان ارتشبد نیروی پدافند هوایی ارتش جمهوری اسلامی ایران
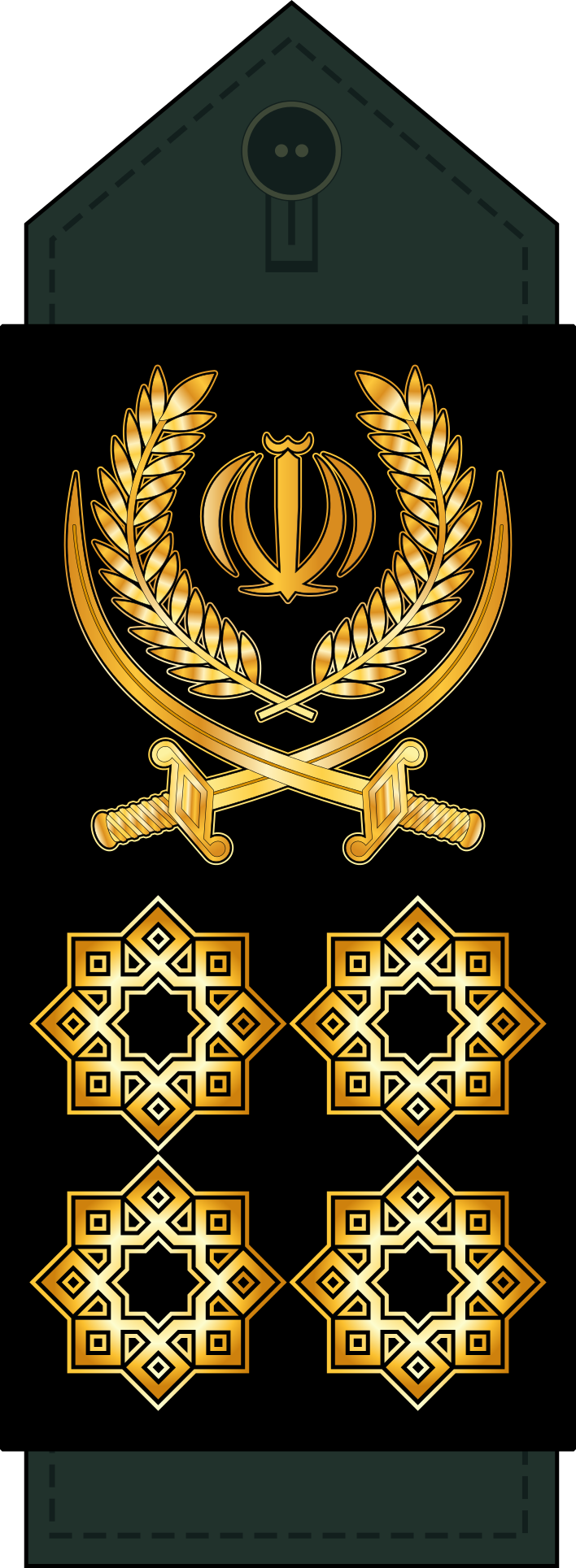
نشان ارتشبد پاسدار و دریابد پاسدار سپاه پاسداران انقلاب اسلامی
نشان ارتشبد فرماندهی انتظامی جمهوری اسلامی ایران
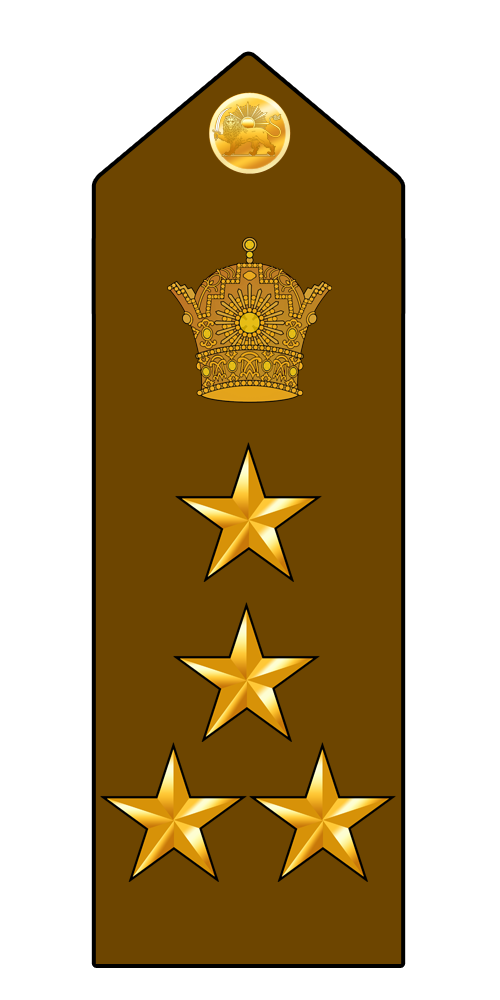
نشان ارتشبد نیروی زمینی شاهنشاهی ایران
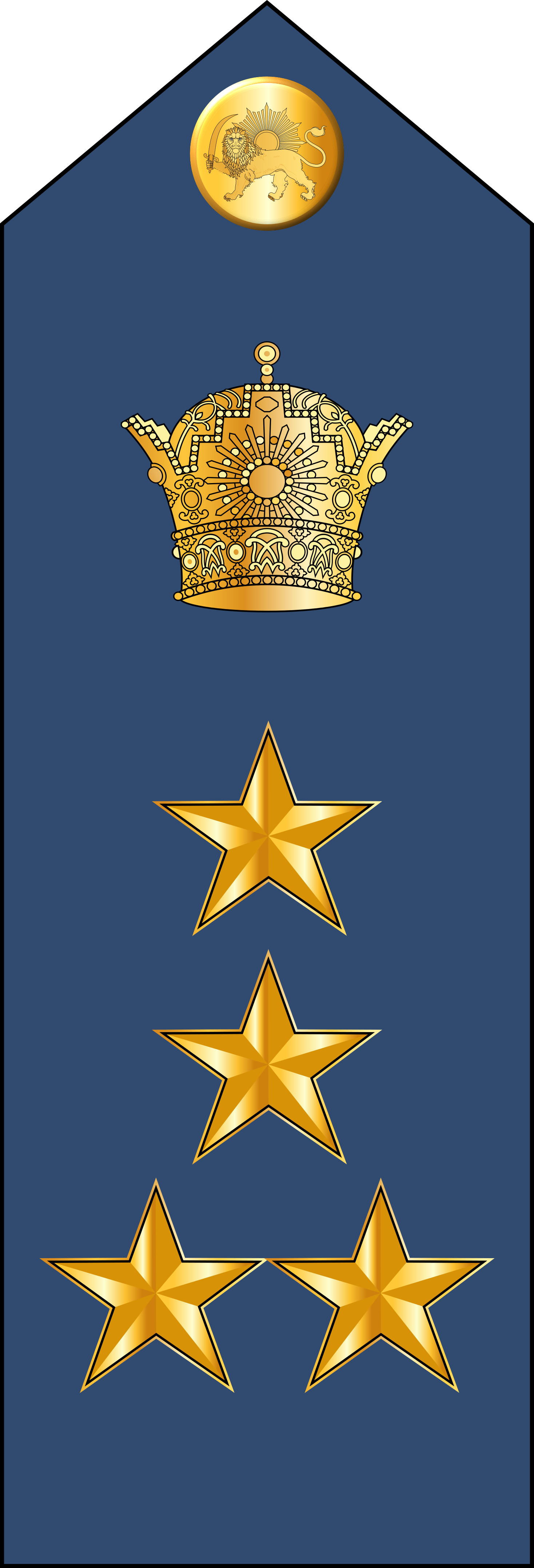
نشان ارتشبد نیروی هوایی شاهنشاهی ایران
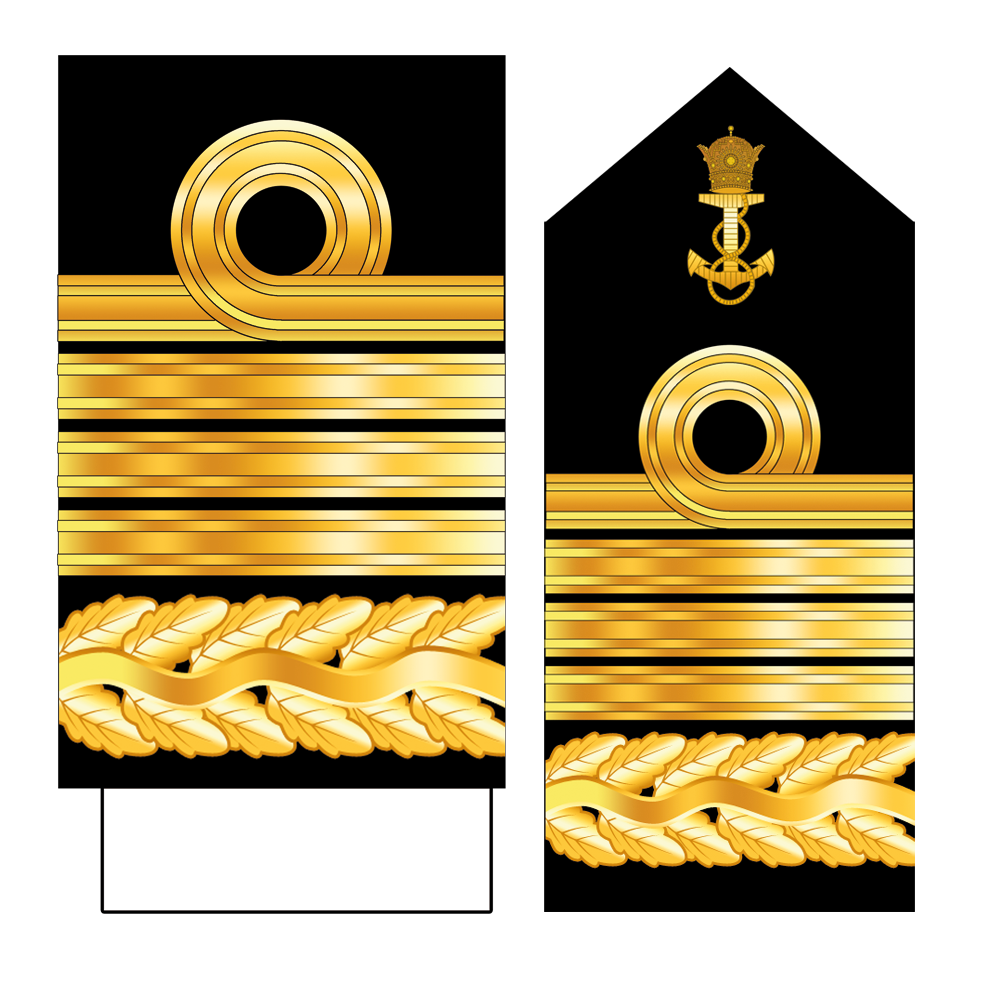
نشان دریابد نیروی دریایی شاهنشاهی ایران

## نگارخانه
نشان درجهٔ ارتشبد یا ژنرال چهارستاره در کشورهای گوناگون:

کلمبیا
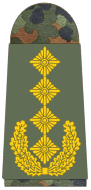
آلمان
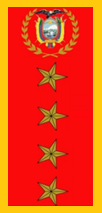
اکوادور
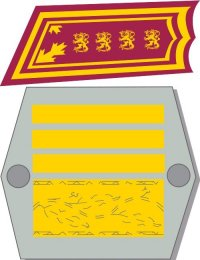
فنلاند
نیروی زمینی فرانسه
یونان
ایتالیا
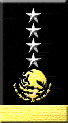
مکزیک
هلند
پرتغال
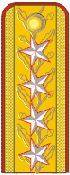
رومانی
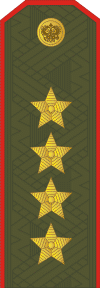
روسیه
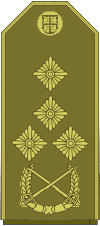
نیروی زمینی صربستان
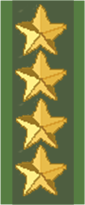
سوئد
تایلند
نیروی زمینی و تفنگداران دریایی ایالات متحدهٔ آمریکا